# 多梅塔角

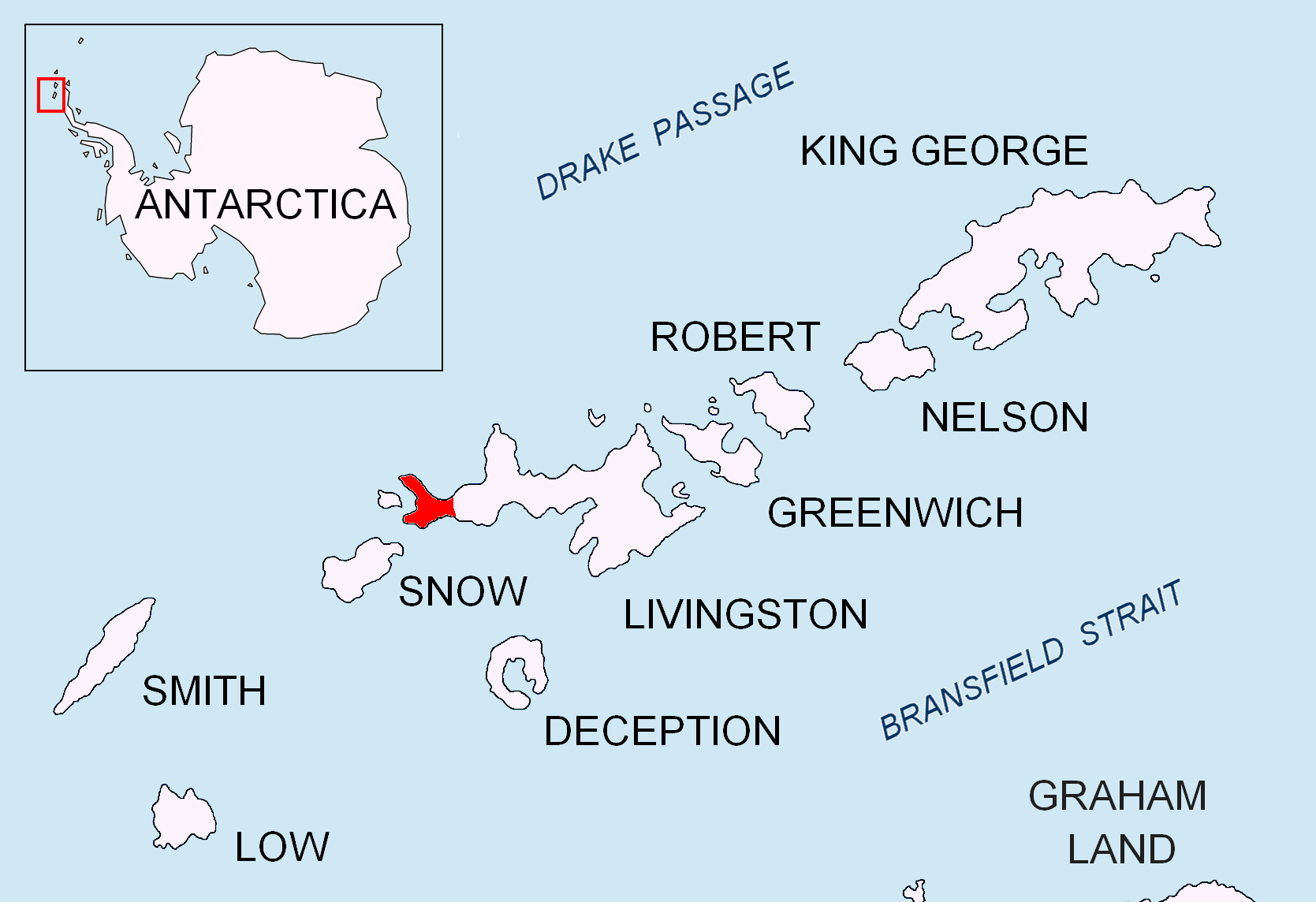

多梅塔角是南極洲的海岬，位於南設得蘭群島中利文斯頓島的拜爾斯半島南岸，處於里什角西北面4.3公里、內格羅山西南面1.2公里和尼科波爾角東北面4.2公里。

## 外部連結
- Dometa Point. （页面存档备份，存于） SCAR Composite Gazetteer of Antarctica.